# COMPAS (softver)
Profiliranje upravljanja popravnim prestupnicima za alternativne sankcije (engl. Correctional Offender Management Profiling for Alternative Sanctions, COMPAS) je alatka za upravljanje predmetima i podršku odlučivanju koju je razvila i u vlasništvu Northpointe (sada Ekvivant) koju koriste sudovi u SAD za procenu verovatnoće da će optuženi postati recidivista.
COMPAS su koristile američke države Njujork, Viskonsin, Kalifornija, okrug Brauard na Floridi i druge jurisdikcije.

## Literatura
- Northpointe (15. 3. 2015). „A Practitioner's Guide to COMPAS Core” (PDF).
- Angwin, Julia; Larson, Jeff (2016-05-23). „Machine Bias”. ProPublica. Приступљено 2019-11-21.
- Flores, Anthony; Lowenkamp, Christopher; Bechtel, Kristin. „False Positives, False Negatives, and False Analyses” (PDF). Community Resources for Justice. Приступљено 2019-11-21.
- Sample COMPAS Risk Assessment